# Pino centenario del Parador de Mazagón
El pino centenario del Parador de Mazagón es un ejemplar de pino piñonero (Pinus pinea) de grandes dimensiones, situado en las cercanías del Parador Nacional de Mazagón y del sistema de dunas de Asperillo, en la costa atlántica de la provincia de Huelva (España). Constituye una de las reliquias de las repoblaciones llevadas a cabo en la comarca de Doñana desde 1730. 
Tiene una altura de unos diez metros y su copa se ha desarrollado más en horizontal con un tronco retorcido y menos en altura. 

## El pino piñonero
Pinus pinea es natural de toda la franja mediterránea, siendo en la península ibérica más habitual en la zona centro y sur. Se desarrolla normalmente en un rango de alturas que van desde el nivel del mar hasta los 1000 o 1200 m s. n. m., formando bosques monoespecíficos preferentemente en suelos silíceos. Es una especie (heliófila), resiste muy bien la sequía estival y soporta heladas no muy extremas.

## Protección
Fue declarado monumento natural por la Junta de Andalucía en 2003.